# Abborrtjärnen (Älvdalens socken, Dalarna, 678356-140668)
Abborrtjärnen är en sjö i Älvdalens kommun i Dalarna och ingår i Dalälvens huvudavrinningsområde.